# Reiyūkai
Reiyūkai (霊友会?, Associazione per l'amicizia spirituale) è un'associazione no-profit internazionale, di ispirazione buddista, basata sugli insegnamenti di Śākyamuni Buddha. I membri dell'associazione sono laici, non vi sono infatti monaci, né sacerdoti addetti al culto. Fu fondata a Tokyo nel 1929 da Kubo Kakutarō (1892-1944) - un funzionario impiegato presso il Ministero della Casa Imperiale Giapponese - e da Kimi Kotani. La società è stata registrata ufficialmente a Tokyo da Kubo Kakutarō solo nel 1930.
«Reiyukai» è una parola giapponese composta da «rei», anima, animo, spirito; «yu», amico(a), amicizia; «kai», raduno, associazione.
Presente attualmente con le sue sedi in una ventina di nazioni, il suo scopo è la promozione dell'individuo e lo sviluppo delle società con l'obiettivo di un mondo più pacifico, indipendentemente dalla razza, religione o credo delle persone che lo popolano.
Il Reiyukai francese fa parte dell'Unione buddista europea.
L'associazione considera il Buddismo non come una religione in senso occidentale, bensì come una filosofia vissuta con la scoperta di sé stessi e di ciò che costituisce il meglio per sé, attraverso l'esperienza e la riflessione; crede nell'idea che ogni essere umano possa raggiungere un livello di coscienza più elevato, fino a poter raggiungere lo stato di Buddha. Vengono indicate alcune pratiche essenziali a cui, secondo l'associazione, ciascuno dovrebbe improntare il proprio stile di vita, con il desiderio di dare un nuovo senso alla propria esistenza e di aprire la coscienza con curiosità al mondo per costruire un insieme di relazioni più sincere ed essenziali. Tra le pratiche principali vi è il culto e il rispetto per gli antenati, lo sviluppo dell'amicizia in chiave spirituale, la recitazione del Sutra del Loto, l'impegno sociale.
L'attività del Reiyukai si svolge a livello internazionale e nelle singole nazioni, articolandosi secondo le specificità e l'iniziativa dei membri di ciascun paese, in accordo con lingue, tradizioni e culture locali.
Da alcuni membri del Reiyukai, nacque successivamente, nel 1938, il Risshō Kōsei Kai.
Dal Reiyukai derivano anche i movimenti Bussho Gonenkai Kyōdan, Myōchikai Kyōdan, and Myōdōkai Kyōdan e il Kokoro no Kai.
Il Reiyūkai attualmente conta 5.14 milioni di membri, la maggior parte dei quali vive in Giappone.

## Luoghi significativi

### Shakaden

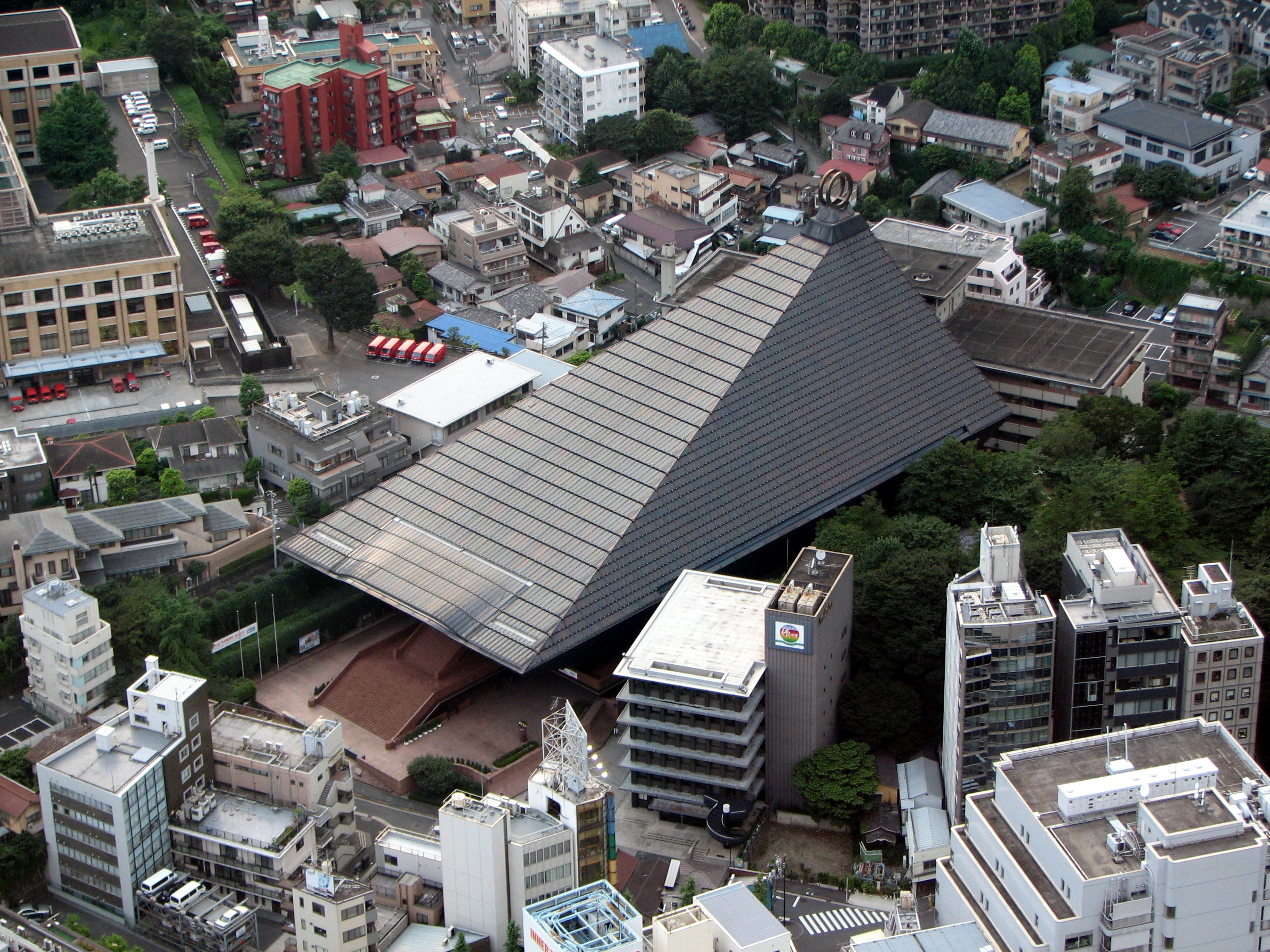
Shakaden visto dall' osservatorio della Tokyo Tower

Lo Shakaden è un complesso architettonico che serve come luogo di incontro e centro sociale per i membri del Reiyukai della comunità locale. In giapponese, "Shakaden" significa la "Casa di Śākyamuni", cioè un posto dove è possibile ricercare ulteriormente la pratica degli insegnamenti di Śākyamuni Buddha. Consiste della Sala Principale, la piazza, la Sala Kotani, varie sale conferenze, una caffetteria, una stanza per il babysitting, e una infermeria. Dopo quattro anni di costruzione, lo Shakaden di Tokyo fu completato nel 1975.

### Mirokusan
Edificio fortemente voluto da Kimi Kotani, sito alle pendici del Monte Togasa nella penisola di Izu, come ritrovo per i giovani immerso nella natura. Fu completato nel 1964. È dedicato a  Miroku (弥勒?) il Buddha del Futuro, la cui nascita è attesa da tutti i buddisti.

## Storia
Negli anni Venti, durante la crisi dovuta al Grande terremoto del Kantō del 1923 e dalla successiva depressione economica, Kakutaro Kubo inizia a formulare la sua filosofia per quello che ora è il Reiyukai e compila e pubblica il Sutra Blu (una raccolta di brani tratti dal Sutra Triplo del Loto), alla base della pratica di recitazione per gli aderenti.
Nel 1930 viene fondata l'Associazione, che ha sede nel distretto Akasaka di Tokyo. Kakutaro Kubo diventa Presidente del Consiglio di Amministrazione e Kimi Kotani Presidente. Nel 1937 viene completata la costruzione della sede centrale nell'area di Iikura, sempre a Tokyo. Nel 1954 viene creato il gruppo giovanile del Reiyukai. Nel 1971 muore Kimi Kotani e Tsugunari Kubo diventa Presidente del Reiyukai. L'anno successivo un Reiyukai Centre viene aperto negli USA. È seguito da centri in Brasile e Canada (1975); Filippine (1976); Messico, Italia e& Taiwan (1977); Regno Unito (1978, chiuso nel Marzo 1998); Peru, Thailandia & Francia (1979); India, Nepal e Paraguay (1983); Spagna (1984); Korea (1988); Bolivia (1996) e Sri Lanka (1999). Nel 1980 inizia la campagna Inner Self Development (Sviluppo del proprio Io Interiore). Nel 1985 rappresentanti da 14 nazioni partecipano a uno Concorso Internazionale di Temi per Giovani (Youth Speech Festival) in commemorazione dell'anno Internazionale della Gioventù delle Nazioni Unite. Da allora festival nazionali vengono tenuti annualmente in tutto il mondo e festival internazionali sono tenuti nelle regioni di Asia, America ed Europa. Nel 1990 Si tiene ad Osaka il 6° International Youth Year Speech Festival, nell'ambito della International Garden and Greenery Expo '90, con rappresentanti da 17 paesi. Nel 1992 apre i suoi uffici in Cambogia il Reiyukai International Operation for Cambodian Relief (RIOCR). Nel 1993 viene creato il Reiyukai International Committee. Nel 1994 il 10° International Youth Year Speech Festival si tiene a Kathmandu, Nepal. Nel 1996 Tsugunari Kubo si dimette da Presidente del Reiyukai e al suo posto viene eletta Yae Hamaguchi. Nello stesso anno viene inaugurato in Nepal il Lumbini International Research Institute (LIRI), sponsorizzato dall'associazione e viene aperto a Tokyo l'International College for Advance Buddhist Studies (ICABS). L'associazione si dota di un proprio Consiglio di supervisione delle attività.
Nel 1999 viene aperta una homepage su Internet in lingua giapponese e inglese. Nel 2000 si tiene a Tokyo la 4ª Reiyukai International Conference e muore Yae Hamaguchi. Le succedono Ichitaro Ohgata come Presidente, Yushun Masunaga e Hiromichi Hirakawa come Vice Presidenti.
Nell'agosto 2004 il Reiyukai sponsorizza, assieme a Japan International Cooperation Agency (JICA), UN World Food Program e al quotidiano Nikkei, la conferenza in Giappone dello World Youth Peace Summit, a seguito della conferenza regionale Asia-Pacifico, alla United Nations University di Tokyo. Oltre 400 giovani delegati sono coinvolti nelle discussioni e decidono di stabilire che il 5 agosto sia la Giornata Internazionale della Pace del Giovani e che in futuro verrà organizzato un evento annuale in quella ricorrenza. L'evento è trasmesso da NHK sul suo BS forum.
Dall'8 aprile 2013, Masaharu Sueyoshi è l'attuale International President del Reiyukai.
Il Comitato sulle Organizzazioni non-Governative (ONG) delle Nazioni Unite, all'apertura della sessione 2015, ha raccomandato che venga garantito lo stato speciale consultivo a 16 organizzazioni, tra cui il Reiyukai Eurasia.